# Bycanistes albotibialis
Il bucero dai calzoni bianchi (Bycanistes albotibialis (Cabanis e Reichenow, 1877)) è un uccello della famiglia dei Bucerotidi originario dell'Africa centrale.

## Descrizione

### Dimensioni
Misura 60-70 cm di lunghezza, per un peso di 1200-1411 g nel maschio e di 908-1043 g nella femmina.

### Aspetto
Sebbene occupi un territorio separato e presenti una diversa colorazione del piumaggio, il bucero dai calzoni bianchi è ancora considerato da alcuni autori come una sottospecie del bucero guancebrune (Bycanistes cylindricus). Bisogna tuttavia riconoscere che presenta davvero molte caratteristiche in comune con il suo ex congenere: il corpo è di colore nero brillante e il groppone, il ventre, la coda e l'estremità delle ali sono bianchi. Anche l'ampia fascia nera che attraversa il centro delle timoniere è identica.
Questo bucero, tuttavia, si differenzia per l'assenza di marrone sulle guance e sulle piume della gola. Le cosce sono ricoperte da piume di un bel colore bianco immacolato, che hanno valso alla specie il suo nome. I maschi hanno un becco marrone con alcune scanalature alla base della mandibola inferiore e una punta color crema. Il casco che sormonta il becco è di color crema e presenta anch'esso leggere scanalature; esso è più scuro, meno massiccio e di forma più appuntita di quello del bucero guancebrune. La pelle nuda intorno agli occhi è di colore giallo chiaro, l'iride è brunastra, i piedi e le zampe sono neri.
Le femmine sono più piccole e hanno il becco e il casco di dimensioni più ridotte. I giovani hanno una colorazione più opaca e sono ancora privi di casco.

### Voce
I buceri dai calzoni bianchi sono uccelli molto loquaci e rumorosi. Emettono delle grida rauche che possono essere udite anche a grande distanza e che vengono senza dubbio aplificate dal casco. Possiamo pertanto udire un gak o un rrhoak rude e potente pronunciato in singola nota o in serie lente e discendenti. Fa parte del repertorio anche un kekh improvviso.

## Biologia
Secondo quanto afferma Borrow nel suo libro sugli uccelli dell'Africa occidentale, le abitudini del bucero dai calzoni bianchi non sono molto diverse da quelle del bucero guancebrune. Poco prima della nidificazione, i maschi possono essere osservati in prossimità di stagni e di termitai, in quanto sono loro i responsabili della raccolta dei materiali per la fabbricazione del nido. Questi uccelli vanno in cerca di cibo a grande altezza nella canopia; quando visitano gli alberi da frutto, possono formare anche gruppi che raggiungono un gran numero di individui.

### Alimentazione
I buceri dai calzoni bianchi si nutrono soprattutto di frutta, che spesso costituisce quasi il 90% del menu. Mangiano anche insetti, uova e nidiacei di altre specie.

### Riproduzione
Come gli altri buceri, anche i buceri dai calzoni bianchi sono monogami. Non esiste una stagione di nidificazione ben stabilita: questi uccelli riescono semplicemente a far coincidere la loro riproduzione con il periodo in cui le condizioni sono più favorevoli, vale a dire il momento dell'anno in cui i frutti e le risorse alimentari sono più abbondanti. Negli anni in cui non c'è cibo a sufficienza per allevare una covata, questi animali non nidificano affatto.
Questo bucero mette in atto una strategia di riproduzione davvero particolare. La femmina utilizza del fango o i propri escrementi per sigillare l'ingresso del nido dove si chiude con i nidiacei fino a quando non sono in grado di volare. Il maschio si occupa di rifornire i materiali atti alla costruzione, ingoiando il fango che riporta al nido e rigurgita alla femmina sotto forma di palline. Questa lascia solo una stretta apertura attraverso la quale il maschio possa rifornirla di cibo.
I dati riguardanti la riproduzione sono piuttosto scarsi: la covata comprende generalmente 2 uova, ma solo un pulcino riesce a raggiungere l'età dell'involo. La durata dell'incubazione e del soggiorno nel nido sono sconosciute.

## Distribuzione e habitat
I buceri dai calzoni bianchi sono originari dell'Africa occidentale e centrale. Il loro areale si estende dal Benin e dalla Nigeria in direzione est fino al Sudan del Sud e all'Uganda. Il limite meridionale del loro territorio passa attraverso la Repubblica Democratica del Congo centrale e l'Angola settentrionale. Nonostante un areale così esteso, la specie è considerata monotipica.
I buceri dai calzoni bianchi vivono generalmente nelle vaste distese di foresta primaria che non hanno subito alcuna modificazione. Sono una specie di pianura e di altitudini non troppo elevate, ma in alcune occasioni sono stati osservati in zone montuose fino a 4000 metri di altitudine. Occasionalmente, visitano le foreste secondarie adiacenti, le aree boschive in corso di rigenerazione e le piantagioni.

## Conservazione
Secondo BirdLife International, la superficie dell'areale della specie supera i 2 milioni di chilometri quadrati. La popolazione complessiva, tuttavia, è in diminuzione, in quanto, pur frequentando le zone disturbate dall'attività umana, soffre a causa della distruzione o dell'impoverimento dell'habitat. Non sappiamo esattamente fino a qual punto questo bucero venga perseguitato o cacciato per la sua carne o per essere tenuto come animale da compagnia. Sappiamo comunque che questa specie, così come altri buceri, è protetta da alcuni tabù che vietano agli indigeni di ucciderla o catturarla. Il numero di esemplari non è mai stato quantificato, ma non sono state prese misure specifiche per la protezione della specie, che viene classificata come «a rischio minimo» (Least Concern) dalla IUCN.